# 湖尻港

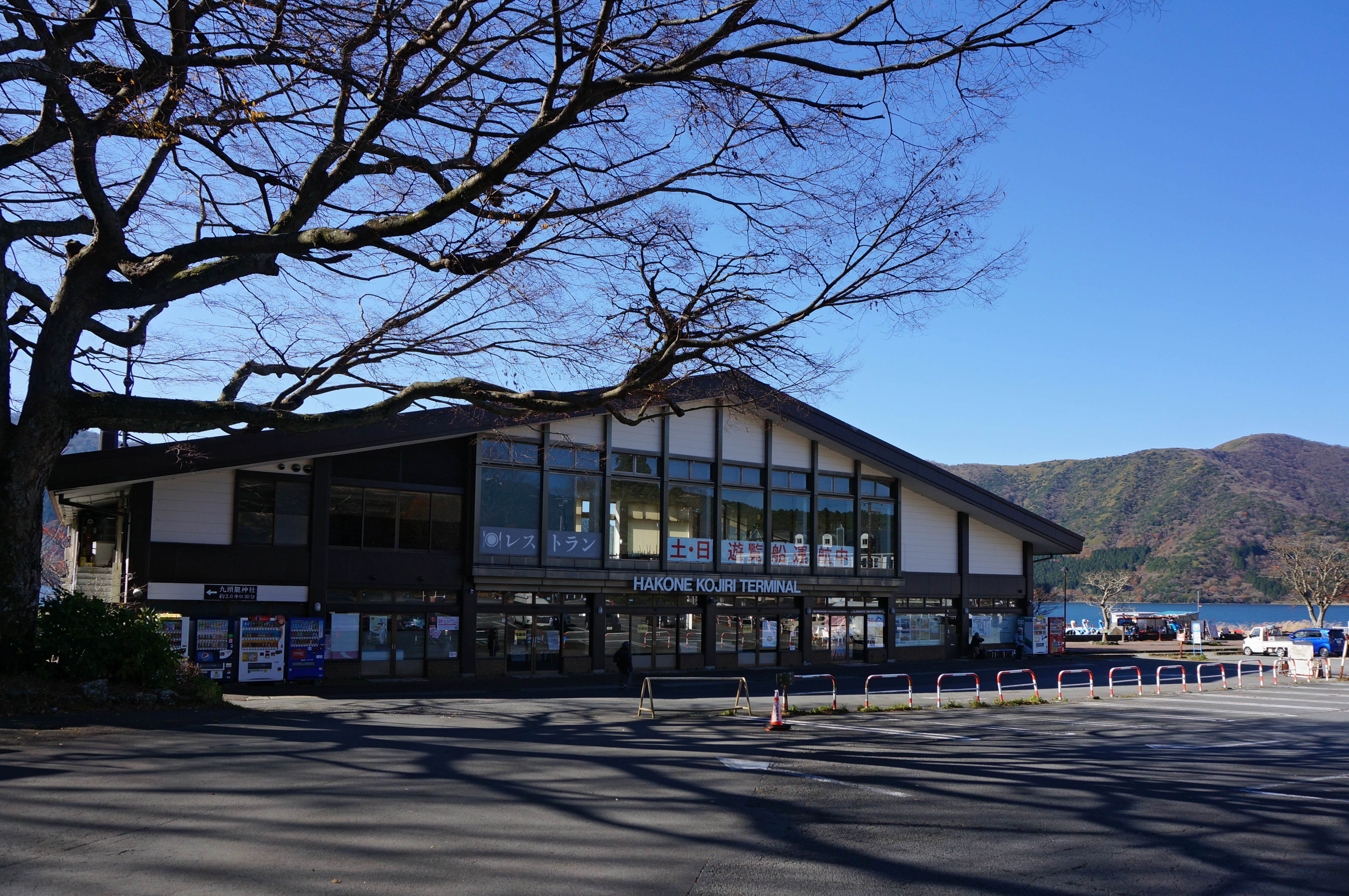
湖尻港（箱根湖尻ターミナル）

湖尻港（こじりこう）は、神奈川県足柄下郡箱根町元箱根にある芦ノ湖の港。箱根遊船の運航する芦ノ湖遊覧船が使用する。

## 港内

### 2F
- レストラン 湖尻

### 1F
- 遊覧船のりば
- 土産物店

## 港周辺
- 伊豆箱根バス・箱根登山バス・小田急ハイウェイバス 湖尻停留所（停留所番号：861）
- 箱根海賊船桃源台港・箱根ロープウェイ桃源台駅
- 箱根レイクホテル

## アクセス
- 伊豆箱根バス 小田原駅-箱根湯本駅-小涌谷駅-早雲山駅-大涌谷-湖尻-箱根園
- 箱根登山バス (朝のみ) 小田原駅-箱根湯本駅-小涌谷駅-仙石-桃源台駅-湖尻
- 小田急ハイウェイバス 新宿駅-御殿場駅-仙石-湖尻-箱根園-小田急山のホテル
- 箱根海賊船桃源台港・箱根ロープウェイ桃源台駅から徒歩10分。

## 隣の港
箱根遊船
芦ノ湖遊覧船
箱根園港 - 湖尻港（一部便のみ経由）